# Txernokúlovo
Txernokúlovo (en rus: Чернокулово) és un poble de l'óblast de Vladímir, a Rússia, segons el cens del 2010 no tenia cap habitant. Pertany al districte municipal de Iúriev-Polski.